# Девонте Гайнс
Девонте Гайнс (англ. Devonté Hynes), справжнє ім'я Девід Джозеф Майкл Гайнс (англ. David Joseph Michael Hynes) — британський музикант, автор пісень, виконавець та продюсер, також відомий під псевдонімом Blood Orange.

## Біографія та кар'єра
Кар'єра Гайнса розпочалася в середині 2000-х років в гурті Test Icicles, який виконував експериментальний танцювальний панк-рок. 2005 року на лейблі Domino Records вийшов їхній дебютний альбом For Screening Purposes Only. Вже наступного року гурт розпався, а Гайнс переїхав до Нью-Йорка, де заснував фолк-проєкт Lightspeed Champion. Цей колектив видав два альбоми — Falling Off the Lavender Bridge (2008) та Life Is Sweet! Nice to Meet You (2010).
Ще під час роботи у Lightspeed Champion почав випускати сольні пісні, використовуючи псевдонім Bloody Orange. Протягом 2010-х років він видав чотири сольні альбоми: Coastal Grooves (2011), Cupid Deluxe (2013), Freetown Sound (2016) та Negro Swan (2018). Blood Orange поєднував декілька стилів, зокрема соул, фанк, постпанк та чилвейв, а альбоми регулярно потрапляли до чартів Billboard — R&B та незалежних виконавців.
Як автор пісень та продюсер, Девонте Гайнс співпрацював з багатьма відомими виконавцями, серед яких Chemical Brothers, Діана Вікерс, Florence and the Machine, Теофілус Лондон, Скай Феррейра, Соланж Ноулз, Кайлі Міноуг, FKA twigs, Джессі Вейр та багато інших.